# 國際家居零售

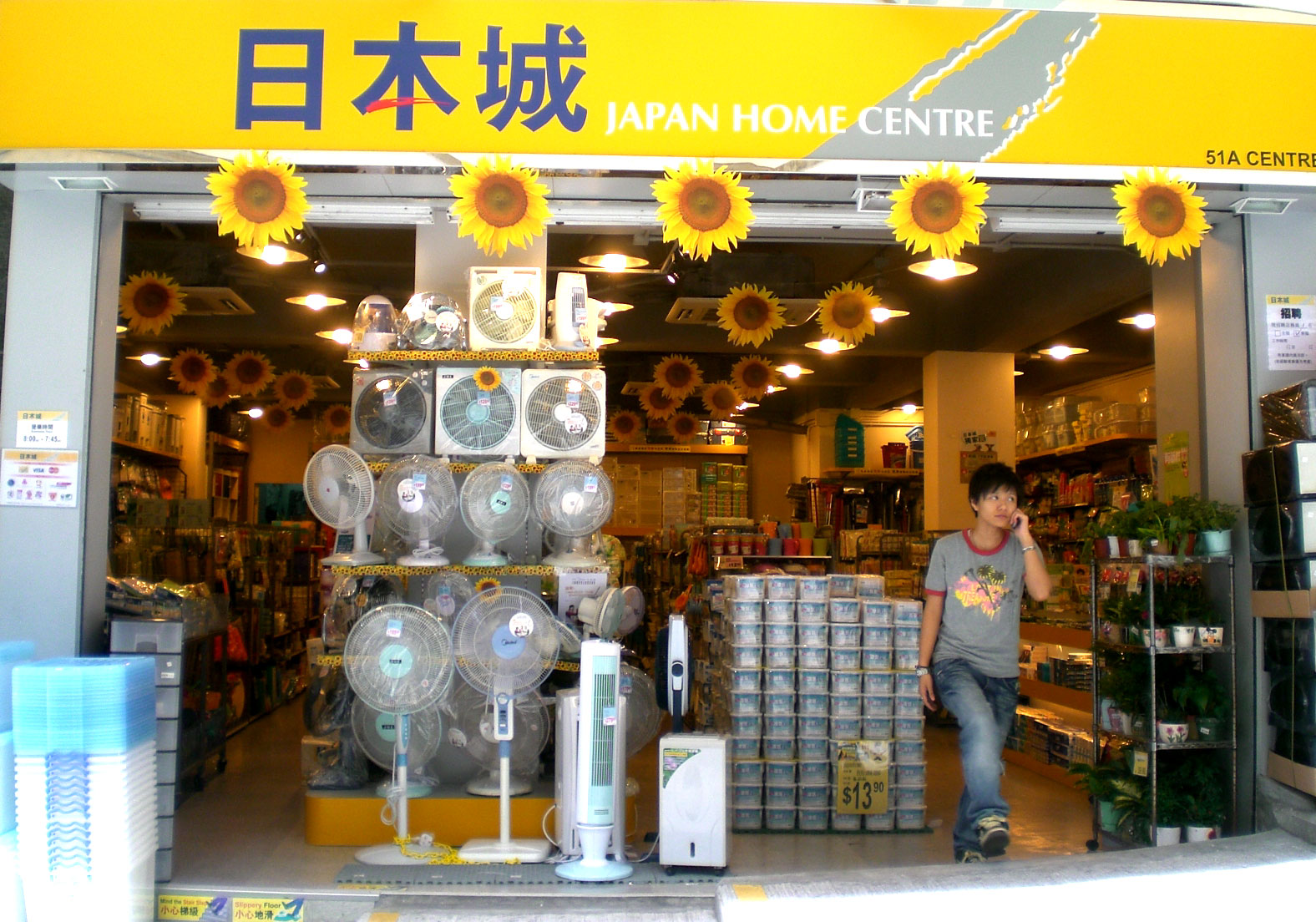
西環正街分店

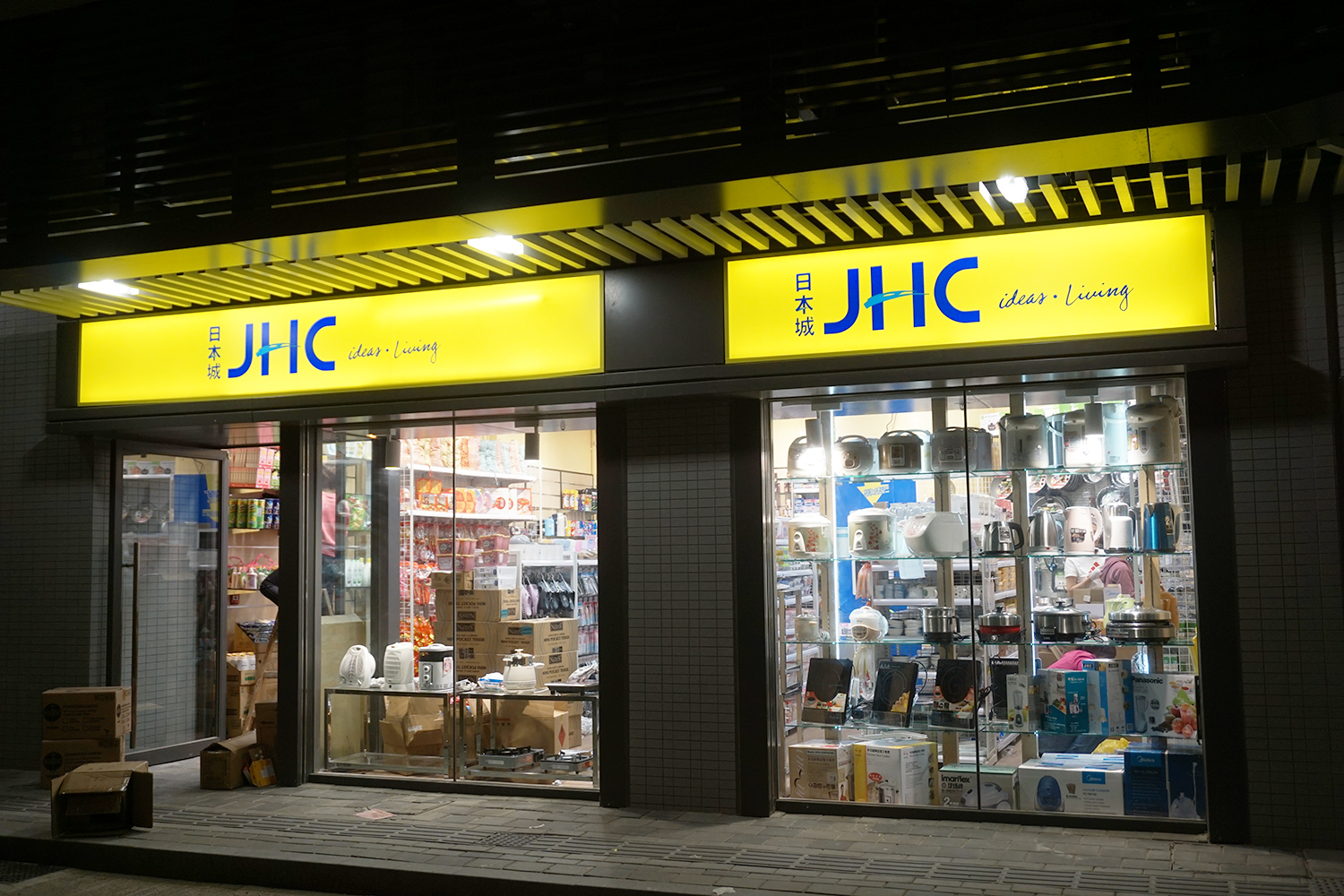
海盈邨分店

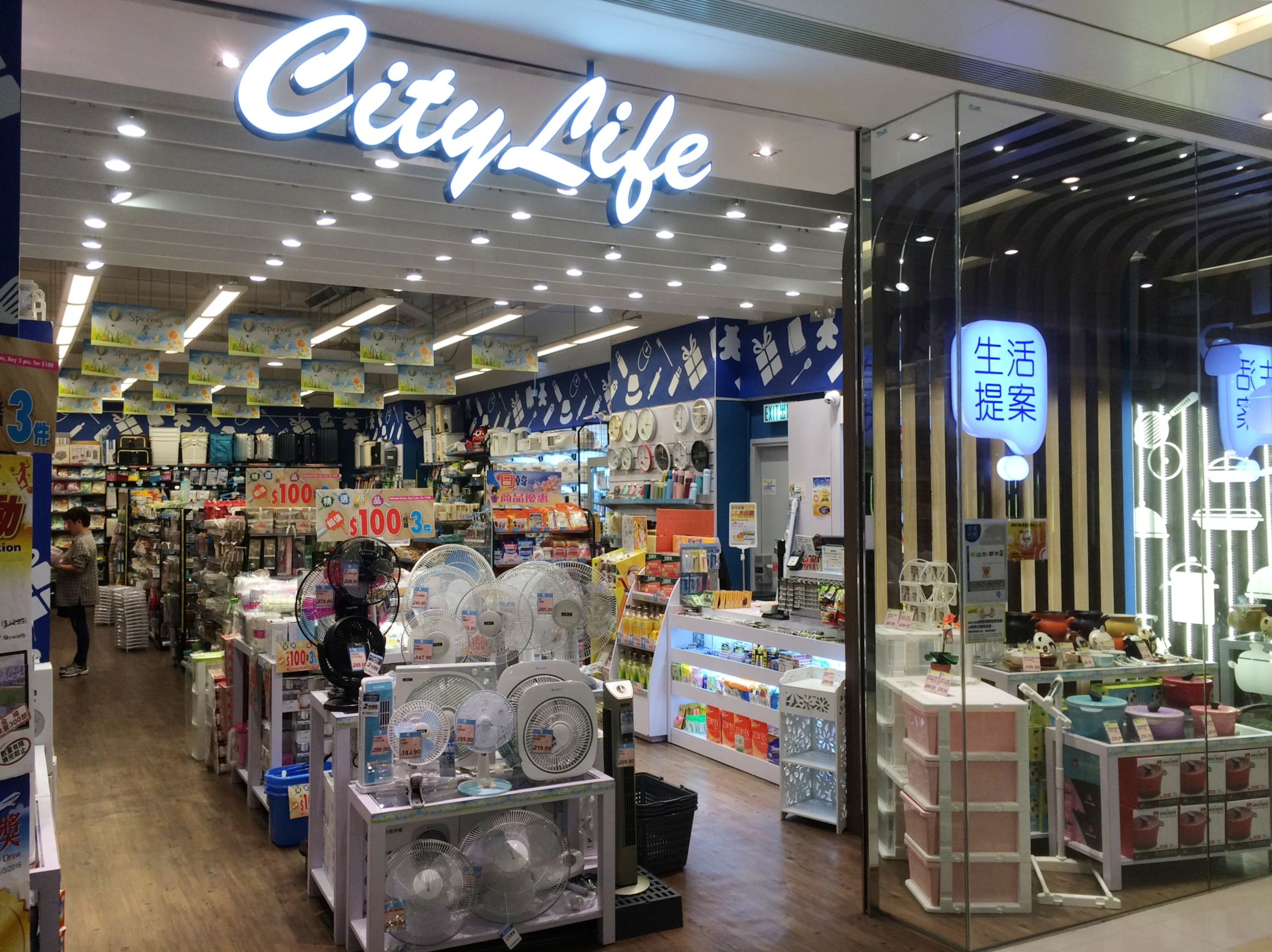
日本城另一品牌「生活提案」，提供較高檔選擇的貨品，圖為Mikiki分店(已結業)

國際家居零售有限公司，簡稱國際家居零售（英語：International Housewares Retail Company Limited，港交所：1373），由魏麗霞、劉栢輝（他們均是香港賽馬會馬主）等人創辦，旗下的日本城（Japan Home Centre，簡稱）家庭用品連鎖店成立於1991年，其總部位於香港香港島南區黃竹坑工業區。現時於香港的連鎖店超過235間，遍佈香港各區。此外，日本城在其他地區及國家也有分店，包括中國大陸（泛美家）﹑澳門、印尼、新加坡（日本の家）﹑倫敦、馬來西亞、紐約、菲律賓、杜拜和悉尼等。不過，日本城在日本沒有分店，也不是在日本成立。
2013年9月10日，國際家居零售計劃全球發行2.16億股，當中約16.7%、3,600萬股為舊股，招股價2.81港元，相等於2014年預測市盈率的12.6倍至15.9倍。集資規模為6.07億港元。
截至2013年10月31日，日本城在全球擁311間店，當中238間為在香港經營的直營店。2013年，日本城年收入14.98億元，純利1.02億元，分別按年升24%及19%。日本城2015年度財務表現，儘管收入增11.7%至19.51億元，但經營開支急升16.2%，令稅前純利減40.3%至1億元。

## 發展
日本城雖然其招牌意譯為「日本的城堡」，但並不是日本商業機構。首間分店開業於1991年，該店位於北角渣華道。1993年，日本城開設香港首間“十元均一店”，即全店貨品均以10元售賣，當時反應非常熱烈。1996年，日本城在澳門開設了其第一間的港外分店。並於1998年，開始發展其原創“OEM”及“ODM”的自家商品“japanhome”品牌。  
2000年，日本城成功收購了日之城發展有限公司，其全線分店同時突破了100間。次年其發展策略作出了主要的改變，由原先的“均一特賣場”（也就是之前提及的十元均一店）改變為“家居專門店”。至2002年，其自家品牌的商品已拓展至千多款，日本城集團也開始以特許經營方式拓展海外市場。2004年，日本城成功獲得多個獎項，如“超級品牌”，“優質服務商標”，“亞太500大連鎖店”，對其在香港家庭用品界的地位增進了不少。
2005年，日本城自家品牌的商品成功銷往10多個國家，並在三藩市、紐約、倫敦、菲律賓、印尼及馬來西亞等國家建立海外特許店。2006年，開始部署“生活提案”的中國大陸拓展計劃。並於同年於悉尼開設了第一間澳洲特許店。
2007年： 收購家之良品，令香港日本城分店數目超過180間，並於中國大陸深圳市開設首間「生活提案」家居用品專門店。另外，亦於本港開設「文具世代」連鎖店，主力售賣各式文具及特色精品。於拓展海外市場方面，亦成功在中東杜拜開設首間日本城。同年, 日本城更獲得「香港服務名牌」及「最佳創建品牌企業獎2007（大中華區）－具潛質品牌企業獎」榮譽，足證實力超群。
2010年3月22日，日本城獲瑞典私募基金殷拓集團（EQT Partners）旗下之「EQT大中華基金（II）」入股，惟當時未有披露作價，交易完成後，EQT持有日本城四成股份，劉栢輝先生和魏麗霞女士二人保留其餘六成股權，仍為集團單一大股東。
2010年代中後期至今，隨著其他競爭商店陸續開業，例如較大規模的抵記$8.8百貨、各類型的小型家品店，加上日本城的各類貨品收費昂貴，令日本城的「一哥」地位開始有衰落的情況。然而，透過良性的競爭，日本城陸續提供各項優惠以吸引顧客，亦能令日本城保持優勢。

## 主要品牌
- 日本城 約200間
- 生活提案 約10間
- 文具世代（香港）1間
- 日本の家（新加坡）約10間
- 泛美家（中國）約100間
- 123 by ELLA（香港）28間
- $mart 多來買（超級市場及便利店）2間
- Day Day Store 日記士多（香港）7間

## 產品類別
- 廚具
- 餐桌用品
- 布藝及寢室用品
- 浴室用品
- 清潔及家務用品
- 塑膠及收納用品
- 電子產品
- 五金用品、慳電膽
- 個人護理用品
- 文具
- 精品
- 園藝產品
- 飲品、零食

## 營業時間
各分店的營業時間會因應地區而有所不同。

## 競爭對手
- Living PLAZA by AEON及DAISO JAPAN
- 一田百貨
- 千色Citistore
- 實惠家居及SECO
- 通寶行
- 家品屋
- 759阿信屋
- 惠康
- 友成
- 執笠倉

## 外部連結
- 日本城 官方網站 （页面存档备份，存于）
- 日本城網購 JHCeshop （页面存档备份，存于）
- 日本城 官方網站的Facebook專頁
- 日本城網購 JHCeshop的Facebook專頁